# عبد الحكيم قاسم
عبد الحكيم قاسم (1935-1990) كاتب مصري وواحد من أهم كتاب جيل الستينات.

## نشأته
ولد ببيت جده لأمه بقرية ميت القرشي بمحافظة الدقهلية في الأول من يناير من عام 1935م حسب الأوراق الرسمية ولكنه ذكر انه سأل والدته عن تاريخ ميلاده الحقيقى فقالت له انه كان يوم الخامس من نوفمبر عام 1934م ولكن عامل التليفون في قرية والده البندرة مركز السنطة بمحافظة الغربية أرجأ قيد الأسم إلى أول العام.
في العام 1943م ألتحق بمدرسة الأقباط الابتدائية بميت غمر حيث سكن في بيت جده لمه وكان يعود لأسرته في الأجازات الصيفية، ثم درس في مدرسة الناصر الثانوية بطنطا، وفي العام 1954م ذهب للأقامة في القاهرة بعد إصابته بالملاريا وتردى احواله الدراسية وسكن بغرفة بأحدى عمارات شبرا، وألتحق بكلية الحقوق جامعة الأسكندرية في عام 1955م وتطوع بعد التحاقه بها بعام في الحرس الوطنى دفاعا عن مدينة الإسكندرية بعد وقوع العدوان الثلاثي، ولم يكمل عبد الحكيم قاسم دراسته بكلية الحقوق نظرا لمرض والده وتدهور احواله المالية فترك الجامعة وألتحق في عمل كتابى في هيئة البريد بالقاهرة، ولكنه حصل على ليسانس الحقوق من جامعة الأسكندرية في عام 1966م وعمل بعدها في الهيئة العامة للتامين والمعاشات حتى رحيله لألمانيا.
في 26 ديسمبر من عام 1959م تم القبض على عبد الحكيم بتهمة الأنتماء للحزب الشيوعى المصري وحكم عليه بالسجن خمس سنوات قضاها بسجن الواحات، وأفرج عنه في 14 مايو عام 1964م وعمل بعد تخرجه في مكتبة ركسان أرملة شهدى عطيه الشافعي.
في عام 1987م قرر عبد الحكيم قاسم خوض انتخابات مجلس الشعب على قائمة حزب التجمع ولكنه خسر الأنتخابات وعقب خسارته أصيب بنزيف حاد في المخ دخل على أثره المستشفى ليخرج بعد أربعة أشهر وقد أصيب بشلل في يده اليمنى أعاقه عن الكتابة بنفسه وظل يملى زوجته ما يريد كتابته حتى رحيله.

## مشواره الأدبي
في العام 1957م كتب أول قصة له بعنوان «العصا الصغيرة» سنة 1957 واشترك بها في مسابقة نادي القصة بالقاهرة لكنها رُفضت.، بدأ الكتابة الأدبية خلال فترة السجن حيث كتب روايته «أيام الأنسان السبعة» والتي صدرت في عام 1969م عن دار الكتاب العربي والتي ترجمت إلى الأنجليزية في عام 1989م، ونُشرت أولى قصصه «الصندوق» في مجلة الآداب البيروتية عام 1965م ثم تتابع النشر بعد ذلك في مجلة المجلة القاهرية التي كان يشرف عليها الأديب يحيى حقي في منتصف الستينيات من القرن الماضي، وصدرت له روايته محاولة للخروج في عام 1978م، وصدرت له مجموعته القصصية «الأشواق والأسى» والتي ضمت تسع قصص في عام 1984م،
كما صدر له في كتاب الهلال حكايات للأطفال بعنوان «الصغيران وأفراخ اليمامة» في عام 1990م كما صدرت مجموعته القصصية «ديوان الملحقات» في سلسلة مختارات فصول.
وصدر بعد رحيله في العام 1991م كتابه «الديوان الأخير» عن دار شرقيات الذي ضم 17 قصة قصيرة، وعدة فصول من روايته التي لم تكتمل «كفر سيدي سليم» والمسرحية الوحيدة التي كتبها لإذاعة البرنامج الثاني عام 1988م «ليل وفانوس ورجال»، وصدر له كتاب «كتابات نوبة الحراسة الحراسة -رسائل عبد الحكيم قاسم» والذي يضم مراسلات ورسائل عبد الحكيم قاسم التي كتبها بخط يده.

## السفر إلى ألمانيا
سافر إلى ألمانيا سنة 1974 للمشاركة في ندوة أدبية، غير أن المقام امتد به هناك 11 سنة، عاشها في برلين المنقسمة آنذاك إلى شطرين، غربي وشرقي. في برلين شرع قاسم في الإعداد لأطروحة الدكتوراه عن الأدب المصري، وتحديداً عن جيله جيل الستينات، ذلك الجيل المتمرد على قواعد الكتابة الكلاسيكية وعلى دور الآباء مثل نجيب محفوظ وتوفيق الحكيم.
كان قاسم يود أن يكتب أطروحة عن معاناة جيله وعن تفرده الإبداعي، أطروحة نقدية عن إبداع إدوار الخراط وإبراهيم أصلان وصنع الله إبراهيم وجمال الغيطاني وسعيد الكفراوي، بسبب الأوضاع اضطر إلى العمل حارساً ليلاً لكي ينفق على عائلته، إلى أن عاد إلى مصر سنة 1985م.

## وفاته
توفى عبد الحكيم قاسم في 13 نوفمبر من عام 1990م بعد رحلة طويلة مع المرض.

## مجموعاته القصصية
- الأشواق والأسى، الهيئة المصرية العامة للكتاب، القاهرة، 1984.
- الظنون والرؤى، دار المستقبل العربي، القاهرة، 1986.
- الهجرة إلى غير المألوف، دار الفكر للدراسات والنشر، 1987.
- ديوان الملحقات، الهيئة المصرية العامة للكتاب، القاهرة، 1990.
- الديوان الأخير، دار شرقيات، القاهرة، 1991.

## رواياته
- أيام الإنسان السبعة
- قدر الغرف المقبضة.
- طرف من خبر الآخرة.
- محاولة للخروج.
- المهدي.

## كتب ودراسات علمية عن أعماله
- كتابات نوبة الحراسة، محمد شعير، دار ميريت، القاهرة، 2011.
- الخطاب الروائي في أعمال عبد الحكيم قاسم، أطروحة دكتوراه في الأدب والنقد والبلاغة، رمضان علي منصور عبد الواحد الحضري، كلية الآداب جامعة الزقازيق، 2001.

## وصلات خارجية ومصادر
- عبد الحكيم قاسم صوت المعذبين في الأرض
- عبد الحكيم قاسم: كاتب الأشواق والأسى
- القاص عبد الحكيم قاسم في ذكراه الثانية والعشرين
- "عبد الحكيم قاسم في برلين: لقاء حب وكراهية" ( نسخة محفوظة 10 أغسطس 2016 على موقع واي باك مشين.). دويتشه فيله. 12.04.2011.
- مثقفون: عبد الحكيم قاسم لم يحصل على التقدير الأدبى الملائم
- عبد الحكيم قاسم جسد صورة إنسانية لشخصيات حية ملتبسة بالغموض
- كتابات نوبة الحراسة (رسائل عبد الحكيم قاسم) - الهيئة العامة للكتاب

1. ↑  عبدالحكيم قاسم يبكي عمته وقريته في"ديوان الملحقات" لها أون لاين - موقع المرأة العربية نسخة محفوظة 04 مارس 2016 على موقع واي باك مشين.